# Marc Raquil
Marc Raquil, född den 2 april 1977 i Créteil, Frankrike, är en fransk före detta friidrottare som tävlade på 400 meter. 
Raquils genombrott kom när han 2000 blev bronsmedaljör vid EM-inomhus på tiden 47,28. Samma år deltog han vid Olympiska sommarspelen 2000 i Sydney där han blev utslagen i försöken på 400 meter men blev fyra med det franska stafettlaget på 4 x 400 meter. 
Efter att ha blivit utslagen i semifinalen vid VM 2001 på 400 meter blev 2003 ett bra år för honom. Tillsammans med Leslie Djhone, Naman Keïta och Stéphane Diagana blev han världsmästare på 4 x 400 meter. Ursprungligen slutade Frankrike tvåa efter USA, men då det visade sig att Calvin Harrison varit dopad, diskvalificerades USA. Vid samma mästerskap blev Raquil bronsmedaljör på 400 meter, efter amerikanerna Jerome Young och Tyree Washington, på tiden 44,79.
Nästa stora framgång var EM i Göteborg 2006 då han blev europamästare på 400 meter på tiden 45,02. Dessutom blev han guldmedaljör i stafett. 

## Personbästa
- 200 meter - 21,03 (2001)
- 400 meter - 44,79 (2003)
- 800 meter - 1.50,90 (2003)